# Nyssodrysternum flavolineatum
Nyssodrysternum flavolineatum är en skalbaggsart som beskrevs av Monné 1985. Nyssodrysternum flavolineatum ingår i släktet Nyssodrysternum och familjen långhorningar. Inga underarter finns listade i Catalogue of Life.